# Шандор Корані
Корані Шандор (угор. Korányi Sándor; 18 липня 1866, Будапешт, — 12 квітня 1944, там само) угорський терапевт, член Угорської АН (1935). Закінчив Будапештський університет в 1889. Професор цього університету. Корані — засновник функціонального напряму в угорській клінічній медицині. Зробив значний внесок у вивчення питань порушення кровообігу, обміну речовин, хвороб крові; розробив поняття ниркової недостатності, а також методи функціональної діагностики нирок. Широко впроваджував в медицину досягнення фізичної хімії. Почесний доктор університетів Вроцлава, Ліона, Афін.

## Його твори
- Physikalische Chemie und Medizin, Bd 1-2, Lpz., 1907—1908; Vorlesungen über funktionelle Pathologie und Therapie der Nierenkrankheiten, B., 1929.